# Pseudoeurycea leprosa
Pseudoeurycea leprosa är en groddjursart som först beskrevs av Cope 1869.  Pseudoeurycea leprosa ingår i släktet Pseudoeurycea och familjen lunglösa salamandrar. IUCN kategoriserar arten globalt som sårbar. Inga underarter finns listade i Catalogue of Life.